# Mercado Municipal de Díli

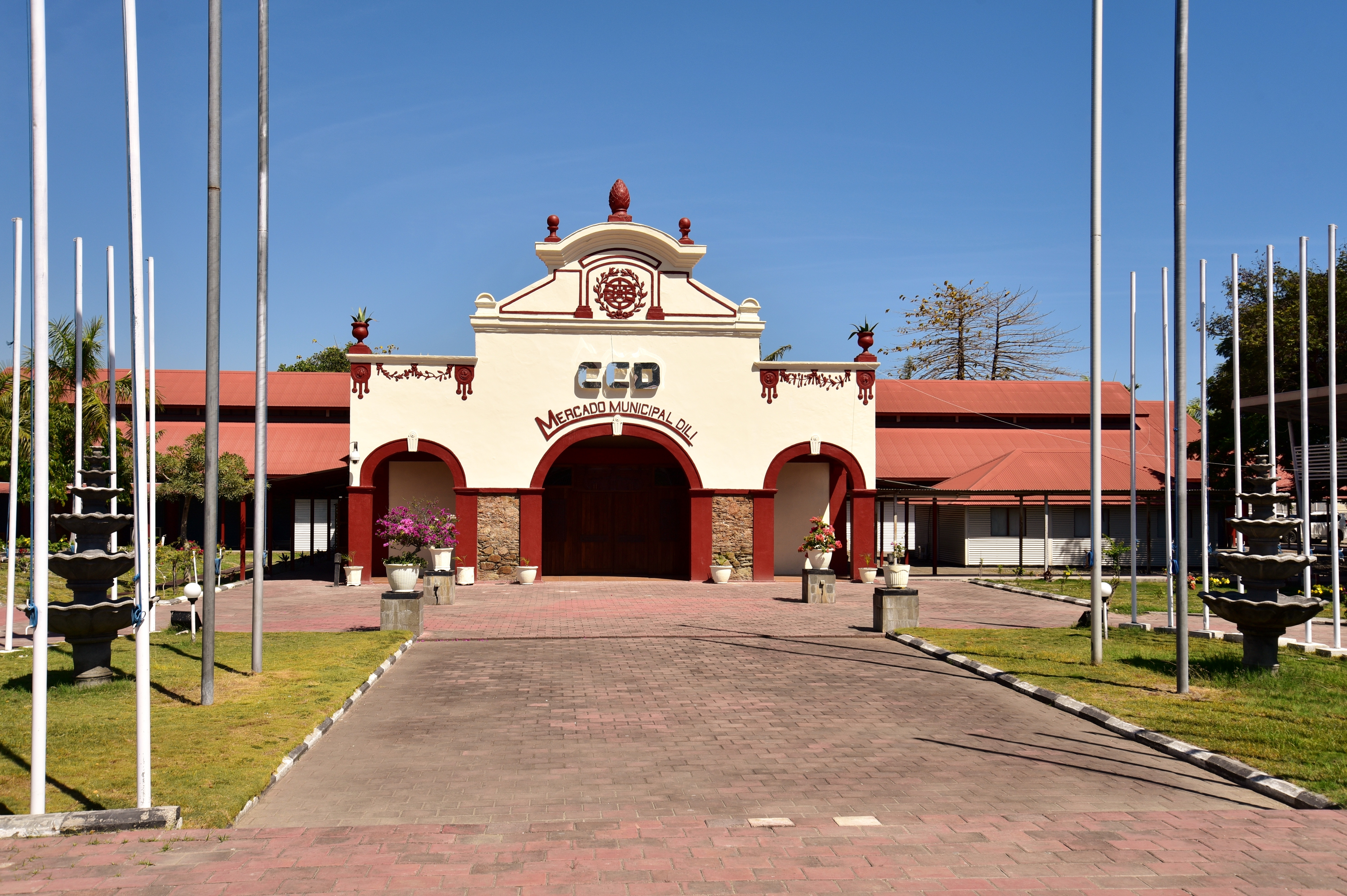
Mercado Municipal de Dili (2023)

O antigo Mercado Municipal de Díli, agora Centro de Convenções de Díli (CCD), é um edifício histórico do antigo mercado público de estilo colonial português renovado e reaproveitado em Díli, a capital de Timor-Leste.

## Histórico
O edifício foi o primeiro de apenas três mercados públicos a serem construídos em Díli antes da independência de Timor-Leste em 2002. Foi inaugurado na década de 1960, e quase todos os produtos locais eram comercializados dentro dele. Também dentro do edifício havia um pátio com uma pequena arena para rinhas de galos. Do lado de fora e ao redor do edifício, havia uma extensa área usada para mercados ao ar livre, que eram muito frequentados aos domingos por timorenses de fora de Díli. 
Durante a invasão indonésia de Timor-Leste no final de 1975, o edifício foi parcialmente danificado. Nos estágios iniciais da ocupação indonésia subsequente, foi reabilitado para transações públicas. No final da década de 1980 ou início da década de 1990, Díli tinha tantos vendedores de mercado que o governo provincial indonésio estabeleceu dois mercados adicionais em Díli, um em Becora e o outro em Comoro. Os vendedores nos três mercados eram predominantemente comerciantes indonésios de Sulawesi, Sumatra, Java, Bugis, Kupang e Lombok. 

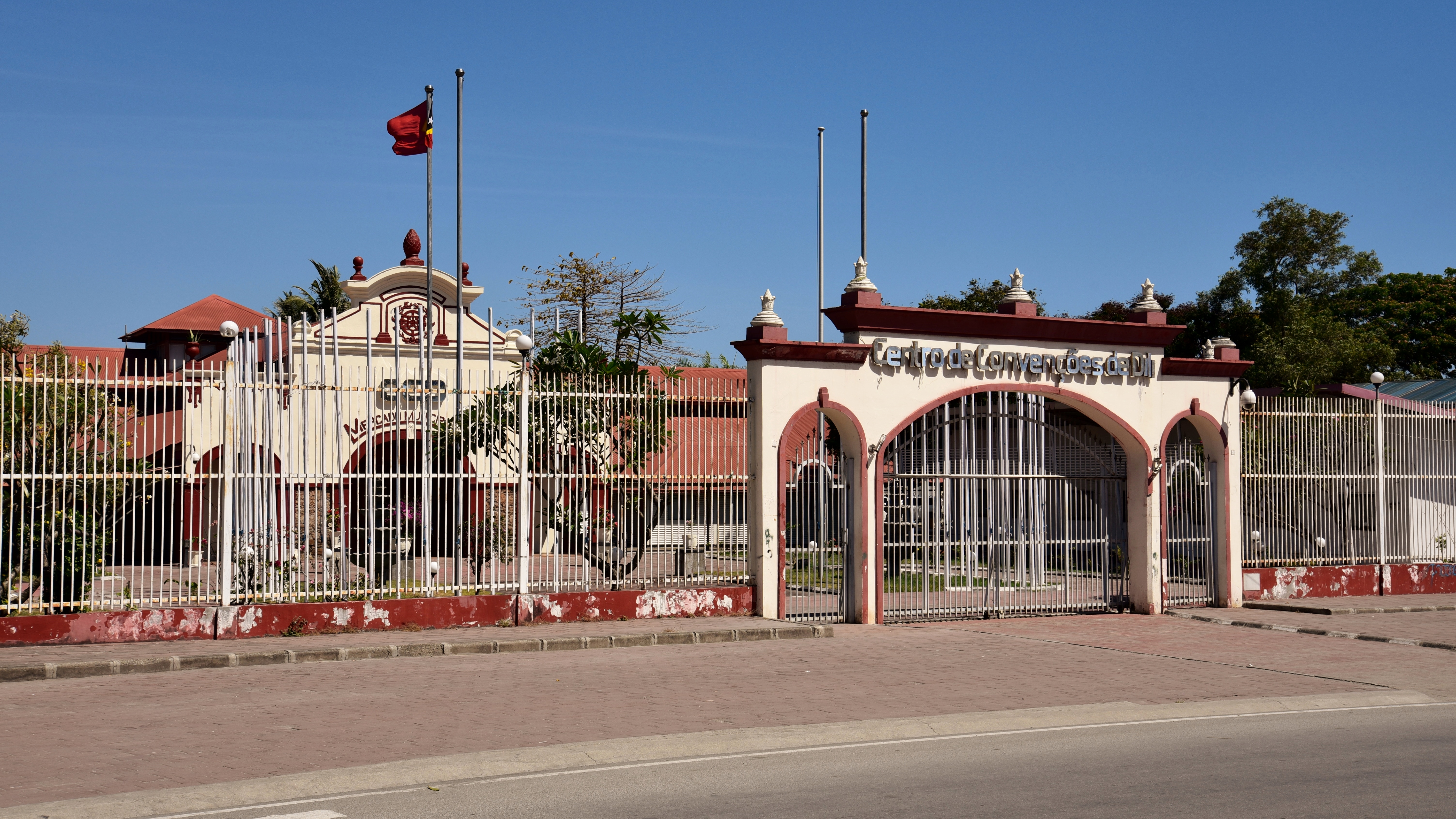
Fachada do mercado

Em 1999, depois de a maioria do povo timorense ter votado pela independência da Indonésia, todos os três mercados foram incendiados por milicianos apoiados pelos militares. Os vendedores locais continuaram a usar o mercado original em ruínas para vender algumas necessidades básicas diárias e, em 2000, a Administração Transitória das Nações Unidas em Timor-Leste (UNTAET), em colaboração com o Banco Mundial, reabilitou as instalações de Becora e Comoro como mercados oficiais. 
No ano seguinte, 2001, a UNTAET designou um novo mercado em Taibesi para substituir o mercado original. Em 2010, o mercado original foi reaberto como um centro de convenções. 

## Arquitetura
Os terrenos do antigo mercado têm aproximadamente 1 ha de área. O edifício no seu centro tem dois andares de altura e tem a forma de uma cruz. O espaço que circunda o edifício é dividido em quatro semipátios, dois lados de cada um dos quais correm ao longo das fachadas laterais do edifício. Em três casos, os outros dois lados do semipátio têm uma fronteira comum com um espaço urbano público; o semipátio restante confina com um quartel vizinho.

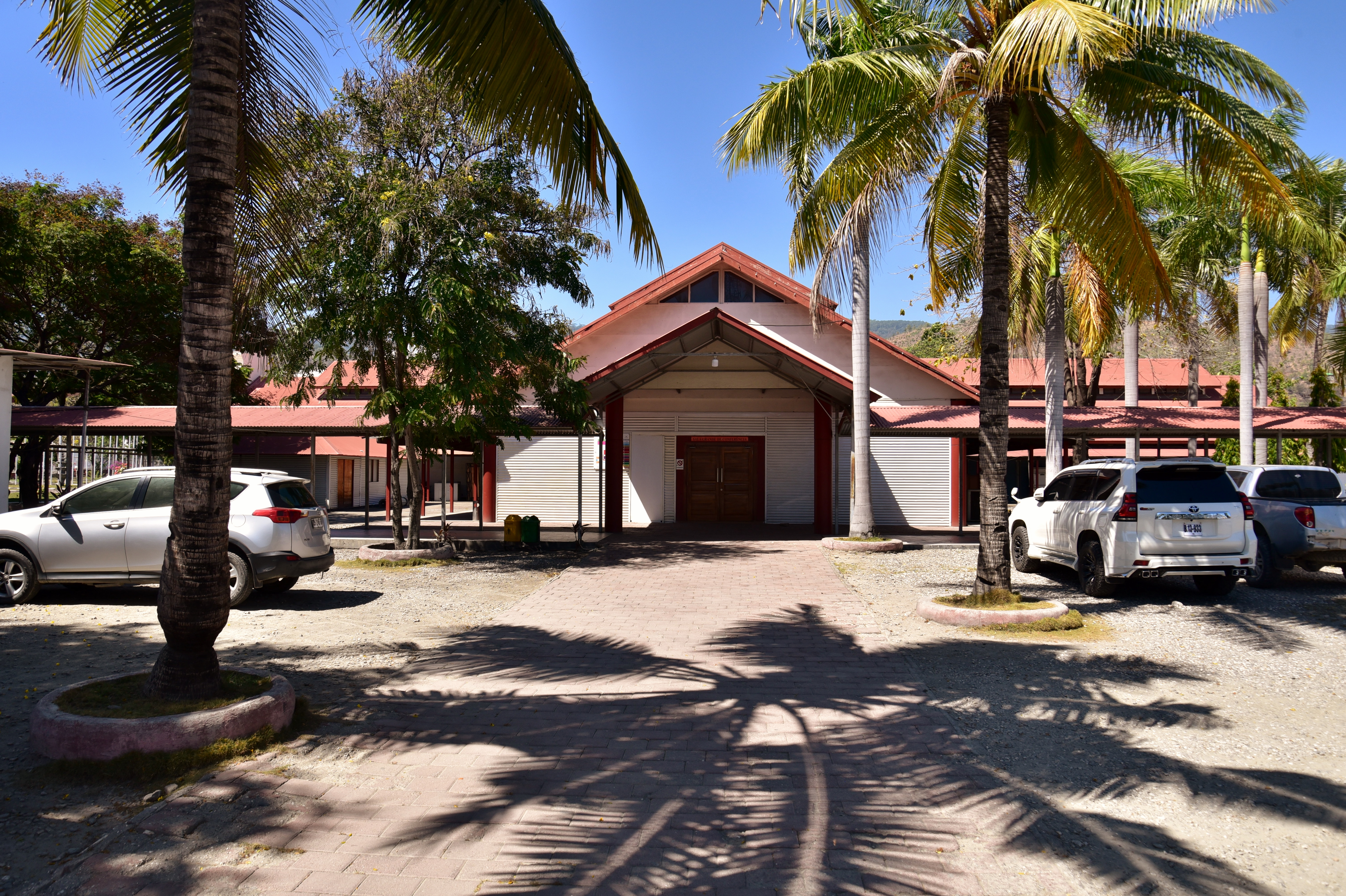
Estacionamento

Por esses meios simples, a estrutura como um todo fornece quatro áreas cobertas distintas – os quatro braços do edifício – cada um associado a uma área adjacente para um mercado ao ar livre. Na intersecção dos quatro braços havia uma área de distribuição central. As fachadas sustentam um telhado de duas águas, coberto com claraboias de telhado de duas águas voltadas para os lados, percorrendo todo o comprimento dos braços. Fixados no exterior das fachadas, e também percorrendo todo o comprimento dos braços, estão alpendres estreitos. As três seções da cobertura – alpendre, campo e claraboia – são muito simples, mas criam uma atmosfera interna ideal para um mercado asiático.
A entrada principal, um portal central semicircular, fica no final do braço oriental do edifício e está de frente para a parte mais larga do terreno. Encimado por um frontão triangular e topo arredondado, juntamente com dois portais laterais menores, é coroado com a inscrição "Mercado Municipal de Dili". Acima da inscrição, a esfera armilar e o escudo do brasão português estão gravados entre as cornijas da parede e o topo arredondado.